# Francisco Garcia (jornalista)
Francisco Nicodemos Neto (Patos, 6 de julho de 1991), mais conhecido como Francisco Garcia, é um jornalista, influenciador digital, palestrante e ativista social brasileiro.

## Biografia
Francisco conheceu cedo a mudança. Nascido na cidade paraibana Patos, aos três meses de idade migrou junto com sua família para Balsas, no Maranhão, onde cresceu. Os pais, Antônio Lisboa da Nóbrega e Núbia Garcia, comerciantes itinerantes de redes, devido às condições difíceis na Paraíba decidiram pela mudança para o sul maranhense com os seis filhos, Nicó (apelido de Francisco na infância) entre eles.
Aos 19 anos, já Francisco Garcia, começou a trabalhar como repórter, depois apresentador, na TV Rio Balsas, afiliada à Rede Globo, função exercida até sua extinção, em 2013. No mesmo ano passou a atuar na TV Boa Notícia, afiliada à Rede Vida. Com presença digital desde 2008 através de sua página no Facebook, Francisco Garcia aumentou seus canais de comunicação com o público através de novas redes sociais (Instagram) e blogs.

### Serviço de Convivência e Fortalecimento de Vínculo
Francisco atuou como coordenador do Serviço de Convivência e Fortalecimento de Vínculo (SCFV) do Premevi (“Preparando Melhor para a Vida”) de Balsas. O Premevi utiliza atividades esportivas, culturais e semiprofissionalizantes para, através da acolhida, formação, assistência e inclusão social, proteger e promover a vida e a dignidade humana. O SCFV integra esse projeto como um dos serviços oferecidos em nível de Proteção Social Básica do Sistema Único de Assistência Social – SUAS.

### Destaque Comunicador de Redes Sociais
No dia 22 de março de 2018 a cidade de Balsas comemorou o centenário de sua emancipação político-administrativa. Entre as solenidades esteve a condecoração conjunta, no dia 23 de março de 2018, de 100 personalidades homenageadas com a entrega da Medalha do Centenário. Francisco Garcia foi condecorado na condição de Destaque Comunicador de Redes Sociais.

### Nova mudança
Em julho de 2018, dois dias após seu aniversário de 27 anos, Francisco começou a apresentar sintomas como febre, indisposição, suores noturnos. Apareceram manchas na pele, e depois diarreia. Percebeu que algo estava errado. Procurou um posto de saúde e realizou os exames necessários. Com a saúde piorando, seu irmão encarregou-se de buscar o resultado. A entrada de uma enfermeira em seu quarto na casa dos pais o fez entender que havia algo grave consigo.
Diagnóstico: positivo para a presença do HIV. A família o acolheu. Cinco dias depois do resultado do exame ele decidiu divulgar a notícia em suas redes sociais, que contavam à época com cerca de 50.000 seguidores, utilizando humor e informação para falar do assunto.

### Tio Francisco na Estrada
Nova mudança, novo nome: Tio Francisco. Após a recepção positiva que teve por parte de seus seguidores e da comunidade ao expor sua nova realidade, Francisco recebeu diversos relatos de pessoas em condição de saúde similar à dele. Percebeu quanta desinformação havia relativa à Aids. Consciente da situação da síndrome no Maranhão (e no Brasil), Francisco elaborou o projeto “Tio Francisco na Estrada”, através do qual usa sua história para falar aos jovens (a todos) sobre prevenção de IST, preconceito e superação. Largou o emprego, adesivou seu carro, e passou a viajar para realizar o projeto.

#### 1ª Edição - Teresina
Contando apenas com o apoio dos seguidores para hospedagem, alimentação e combustível, Francisco realizou em Teresina-PI (28 de setembro de 2018) a 1ª edição do projeto, chamada de "Tio Francisco na Estrada - A Festa!". O evento contou com a participação de diversos artistas locais.

#### Encontro com Fátima Bernardes
O Tio Francisco na Estrada ganhou projeção nacional através do programa Encontro com Fátima Bernardes, da TV Globo, em 1o de outubro de 2018. A apresentadora Fátima Bernardes recebeu e entrevistou Francisco Garcia sobre sua história e seu projeto. O “Encontro” contou com a presença do médico Jairo Bouer, dos atores Caco Ciocler e Danielle Winits e da cantora, atriz e multi-instrumentista Lucy Alves.

#### Dezembro Vermelho: 30 anos da luta mundial contra a Aids
O Tio Francisco na Estrada foi convidado para participar das ações que marcaram os 30 anos da luta mundial contra a Aids. Em 27 de outubro de 1988 a Organização das Nações Unidas (ONU) e a Organização Mundial da Saúde (OMS) estabeleceram o dia 1o de dezembro como o Dia Mundial de luta contra a Aids. Com o engajamento ao longo do tempo de diversas instituições o mês de dezembro tornou-se marco mundial do combate à síndrome.
O Instituto Brasileiro de Políticas Públicas (IBRAPP) realizou a 2a edição do projeto “A Vida Continua”, enquanto a Prefeitura de São Luís promoveu a campanha “Prevenção combinada: vamos combinar direitos!”. As iniciativas contaram com debates, rodas de diálogo, oficinas, atendimento de saúde, distribuição de preservativos, realização de testes rápidos, aconselhamento e imunização. Francisco Garcia contribuiu com palestras e o discurso de abertura.

#### Cidades visitadas
A iniciativa de Francisco Garcia atingiu um público presencial superior a 100 mil pessoas em mais de 450 cidades brasileiras como Teresina, Ribeiro Gonçalves, Belém, Buriti Bravo, Pastos Bons, Caxias, Codó, São Luís, Floriano, Cocal, Rio de Janeiro, Anajatuba e Itapecuru-mirim.

### Documentário "Do Limão uma Limonada"
Com o reconhecimento em alta, em 27 de abril de 2019 Francisco lançou o documentário autobiográfico “Do Limão uma Limonada”. Nele é mostrada toda a sua trajetória até ganhar o mundo como Tio Francisco.
Informações Técnicas
- Duração: 46:29
- Lançamento: 27 de abril de 2019
- Direção de Fotografia: Jorge Daur[28]
- Roteiro: Francisco Garcia
- Câmera e Áudio: Marcelo Santiago
- Produção: Júnior Pacheco

### Cidadão balsense
Em 15 de julho de 2019 a Câmara de Vereadores de Balsas entregou 10 títulos de cidadania e 25 moções de aplausos a personalidades cujas ações foram relevantes para a sociedade local. Francisco Nicodemos Neto, “o Francisco Garcia”, recebeu seu título honorífico de cidadania balsense.

### Cidadão ludovicense
Meses depois, através de decreto legislativo municipal da Câmara de Vereadores da capital maranhense, justificado por seu projeto “objetivando ser a mudança na vida das pessoas por meio da informação, da atenção, da humanização do processo e contribuindo para o bem-estar coletivo”, Francisco Garcia, dividindo sua vida entres Balsas e São Luís, recebeu seu título de cidadão ludovicense.

### Cartilhas informativas
Às portas de seu segundo Dezembro Vermelho como Tio Francisco ele lançou uma cartilha informativa sobre DST e passou a distribuí-las nas escolas de Balsas e região. Foram quase 5 mil cartilhas disponibilizadas à população gratuitamente para falar sobre prevenção e superação das dificuldades. Com a impossibilidade de deslocamento devido à pandemia de covid-19 Francisco tem mantido seu trabalho de interação e informação ao público através das redes sociais.

## Homenagens e reconhecimento
Destaque Comunicador de Redes Sociais
- Evento: Comemoração do centenário da emancipação político-administrativa de Balsas.
- Por: Prefeitura de Balsas-MA.
- Em: 23 de março de 2018.

Título Honorífico de Cidadão Balsense
- Por: Câmara de Vereadores de Balsas-MA.
- Em: 15 de julho de 2019.

Título de Cidadão Ludovicense
- Por: Câmara de Vereadores de São Luís-MA.
- Em: 20 de novembro de 2019.